# ライカの商品コード
ライカの商品コードはエルンスト・ライツ（現ライカ）が代理店との連絡の時間節約のために定めた電報略号である。原則5文字で定められているが、そうでないものもある。

## 旧コード
原則アルファベット5文字で定められている。カメラボディーについてはライカI（A）がLEICAであって以来しばらく最初の2文字がLEとなっていた、Lマウントエルマー50mmF3.5がELMARであって以来しばらく最初の1文字がEとなっていた、望遠レンズとヴィゾフレックスを使用する銃床がRIFLEであった、ウェストン製単独露出計がWESTOであったなど、一部に規則性が見られる。
「フィレス（FILES ）」「フィロイ（FILOY ）」「フィマン（FIMAN ）」「フォーディス（FODIS ）」「フォコス（FOKOS ）」「オロルフ（OROLF ）」「ヴァロイ（VALOY ）」など製品を特定するのに機種名に準じて使用されることがある。
さらには「フォコス（FOKOS ）」「ヌーキー（NOOKY ）」「ヴィドム（VIDOM ）」などは誤用からほとんど一般名詞として使用されている。
「ヴィドム（VIDOM ）」はドイツのカメラクラブ「ライカ・ヒストリカ」の会報名になっている。
- ABCOO - 撮影途中でフィルムを現像したい時に暗室でフィルムを切り取るフィルムカッター[6]。3枚空写しし巻き上げスプロケットと巻き取り軸の間を切る[6]。
- ABFOO - 発売されなかったスナップショットライカボディー[12]。
- ABLON - フィルムのベロを正しく切るための定規[6]。
- ADSUM - LタイプのフィルターをHタイプのレンズに使用するフィルターアダプター[13]。
- AFLOO - フィルム巻き付け機の後期型[6]。ASPULから改良された[6]。
- AFOOV - ライカII、エルマー50mmF3.5付き[1]またはライカIII[14]。
- AGNOO - ライカIIIa[15]。
- AGRIF - フィルム巻き付け棒[6]。
- AHOOT - 28mm、50mmレンズ用直角反射ファインダー[16]。
- AHPOO - 28mm、50mmレンズ用直角反射ファインダー[17]。
- AIROO - ライカII、ブラック仕上げ、ボディーのみ[1]、マガジンなし[1]。1934年にLYCANから改訂された[18][注釈 1]
- AIROOCHROM - ライカII、クローム仕上げ。1934年にLYCANCHROMから改訂された[18]。
- ALVOO - ライカスタンダード、ブラック仕上げ[19]。
- APDOO - セルフタイマー[20]。ライカIIIfがセルフタイマー付きになるまで販売されていた[20]。
- AROOGCHROM - ライカスタンダード、クローム仕上げ[19]。
- ASPUL - フィルム巻き付け機の前期型[6]。改良されAFLOOになった[6]。
- ATOOH - ライカIIIb[21]。
- AUFSU - 50mmレンズ用直角反射ファインダー[16][22][17]。
- AYOOC - 35mm、50mmレンズ用直角反射ファインダー[16][17]。
- BEHOO - 1/1.5倍、1/2倍、1/3倍接写装置。BEMARから改訂された[23]。
- BEKUR - BEMARの広角レンズ用[22]。
- BELUN - 実物大接写装置[23][22]。
- BEMAR - BEOOYの装着用リング[22]と、短い四脚、3個の中間リングを組み合わせ[22]1/1.5倍、1/2倍、1/3倍の接写ができる[23][22]装置。後にBEHOOに改訂された[23][22]。
- BEOON - コピ−スタンド。BEVORより強拡大が必要な場合に用いる[24]。
- BEOOY - 四脚式接写装置[23][22]。エルマー50mmf3.5用接写レンズNo.1（1m-55cm）、No.2（55cm-39cm）、四脚、装着用リングを組み合わせて8.5cm×12.5cmから14×20.5cmまで3段階に撮影できる[22]。BEVORから改訂された[23]。
- BEVOR - 四脚式接写装置。後にBEOOYに改訂された[23]。
- BOOWU - A4、A5、A6用四脚式接写装置[25]。
- COOAB - ヘクトール73mmF1.9ショートマウント[26]。
- COOED - エルマー90mmF4ショートマウント[26]。
- COONH - MマウントDRズミクロン50mmF2用革ケース[27]。
- COOTI - タンバール90mmF2.2ショートマウント[26]。
- COOHS - ヘクトール135mmF4.5ショートマウント[26]。
- CORDO - 350cc用コレックス現像タンク[6]。
- CORUN - 500cc用コレックス現像タンク[6]。
- DIOOY - 視度を選択するためのディスク[28]。-5ディオプターから+4ディオプターまで[28]。ディーラー用[28]。
- ECOOG - MマウントDRズミクロン50mmF2とその近接アタッチメントを入れる革ケース[27]。
- EFERN - Lマウントエルマー135mmF4.5[10][29]。Fernはドイツ語で「遠い」の意。絞りリングとピントリングはニッケル仕上げ[29]。
- EFERNCHROM - Lマウントエルマー135mmF4.5[29]。絞りリングとピントリングがクローム仕上げ[29]。
- EFERNKUP - Lマウントエルマー135mmF4.5[29]。距離計連動になったもの[29]。
- ELANG - Lマウントエルマー90mmF4[10]。Langはドイツ語で「長い」の意。
- ELDIA - スライド焼き付け機[22]「エルディア[22]」。
- ELMAM - Mマウントエルマー50mmF3.5[30]。新コードは11610[30]。
- ELMAR - Lマウントエルマー50mmF3.5[10][30]。
- ELROO - Lマウントエルマー35mmF4.5[31]。
- EKURZ - Lマウントエルマー35mmF3.5[10]のうち戦後生産分[31]。Kurzはドイツ語で「短い」の意。
- EKURZCHROM - Lマウントエルマー35mmF3.5のうち戦前生産のクローム仕上げ[31]。
- EKURZUP - Lマウントエルマー35mmF3.5のうち戦前生産のニッケル仕上げ[31]。
- ELRIM - Mマウントエルマリート90mmF2.8[10][32]。新コードは11129[32]。
- ELRIT - Lマウントエルマリート90mmF2.8[10][32]。新コードは11029[32]。
- ELRIT-M - Mマウントエルマリート90mmF2.8[32]。ELRIMに改訂された[32]。
- ELROO - Lマウントエルマー35mmF4.5[31]。いわゆる「スナップショットエルマー」[31]。
- ELZEN - Lマウントエルマー135mmF6.3[33]。俗に「アルペンエルマー」「マウンテンエルマー」と呼ばれるもの[33]。
- ESNEL - 速写ケース[34]。
- FARUX - パノラマ撮影用具[20]。クリックストップ付きの角度目盛は50mm用で、その他28mm、35mm、73mm、90mm、105mm、200mmの目盛が別売りされた[20]。
- FHKOO - 8cmに切った35mmフィルムをカメラに入れる挟み枠[20]。1枚撮影するごとに暗室作業が必要になる[20]。
- FIALT - OLEYO/OLIGO用現像用フィルムハンガー[35]
- FIATE - ステレオ撮影用バー[22]。
- FIDRI - 3mケーブルレリーズ[20]。
- FIGON - 偏光フィルターFISUMをコンタックスに使用するフィルターアダプター[13]。
- FILAR - 日光用引き伸ばし機[2]。
- FILCA - フィルムマガジン[10][2]。
- FILIX - ハガキ拡大焼付機[36]、電光式[2]。
- FILES - 世界で最初[3]の垂直式引き伸ばし機[3][22]「フィレス[3][22]」。レンズは絞りのないエルマー5cmF3.5が付属する[3][22]。ライカ判専用で、6×9cm判と18×24cm判に引き伸ばせる[22]。ネガを2枚のガラスで挟んで[22]面精度を確保する方式。台板は30×34cm[22]。
- FILMO - フィルム3本[2]。
- FILOY - 垂直式引き伸ばし機[3]「フィロイ[3][22]」。付属レンズのエルマー5cmF3.5に絞りがついた[3][22]。
- FILYT - ライカ判と名刺半裁判の両用引き伸ばし機[22]で支柱の高さ55cm[22]の「フィリイト[22]」。
- FIMAN - ライカ発売と同時に発売され、φ15cm×17.5cmで厚さ5mmのガラス製円筒と皿を組み合わせたガラスドラム式[3]フィルム現像機[3][2]「フィマン[3]」。
- FIMOR - FIMANの金属部分[2]。
- FIRCO - かぶせ式フィルターに近接レンズを装着するためのフィルターアダプター、コンパーライカ用[13]。
- FIRGI - かぶせ式フィルターに近接レンズを装着するためのフィルターアダプター[13]。コンパーライカにはFIRCOを使用する[13]。
- FIRHU - Lマウントレンズリアキャップ[37]。ORYFOに改訂された[37]。
- FIROL - 偏光フィルターFISUMをローライに使用するフィルターアダプター[13]。
- FISON - エルマー50mm用の最初のフード[38]。新コードは12510[38]。
- FISUR - FIMANのガラス部分[2]。
- FISEX - 6mケーブルレリーズ[20]。
- FLEIN - 名刺判日光用小型引き伸ばし機[22]。
- FLEOS - 名刺判電灯用小型引き伸ばし機[22]。
- FODIS - 基線長が長い[22][39]縦型[7][22][39]単独距離計[7][2][22][39]の革ケース付き[39]。「フォーディス[7]」または「フォージス[22]」または「フォーヂス[2]」。距離ディスクは直径2.15cm[39]。
- FODUA - FODISの革ケースなし[39]。
- FOFER - 基線長が長い[39]単独距離計[39]でFODUA/FODISの距離ディスク直径が3.5cmに拡大されたもの[39]。ルクサスライカ用の金メッキモデル[39]、ナーゲルのピュピレ用でナーゲルレンズ用目盛を備えたモデル[39]が存在する。
- FOKAL - 距離計一般用のブラケット[39]。
- FOKIN - 基線長が長い[39]単独距離計[39]でシネカメラ用[39]。
- FOKOS - 基線長が7.5cm[39]と短く[22][39]縦/横型に切り替えられる[22]単独距離計[8][22]「フォコス[8]」または「フォーコス[22]」。ブラックニッケルまたはブラッククローム仕上げ[39]。ライカスタンダード用で、ライカスタンダード取り付けのための特殊なクリップが付いている[39]。ここから単独距離計全般を「フォコス」と呼ぶ誤用が広まった[10]。1949年からはクローム仕上げのみ[39]となり、基線長が6.2cm[39]に短縮され、またクリップが付属されなくなった[39]
- FOKOS-CHROM - FOKOSのクローム仕上げのうち、1945年以前の生産分[39]。
- FOKUX - FOKINをシネカメラに装着するホルダー[39]。高さ調整ができ自由雲台がつく[39]。
- FONOR - 基線長が長い[39]単独距離計[39]で6×9cm判や10×15cm判カメラに使うためレンズの焦点距離10cmから15cmに対応する[39]。
- FOOKH - エルマー35mmF3.5用レンズフード[40]。
- FOOVA - 明るい場所でフィルムマガジンにフィルムを装填する機械[6]。正式には「ライカフィルムタンク[6]」。内部に300ft=100mの長尺フィルムを収納し、マガジン室にフィルムマガジンを入れ、直接巻き取る[6]。生フィルム残量も指針により分かるようになっている[6]。
- FULDY - ニューヨークライツが開発し1934年1月に発売したスライド式近接撮影装置。前板にレンズマウントがあり、後ろ板はスライド式でピントグラスとボディーを迅速に交換できる[26]。
- GIIOX - 一枚取り撮影装置、シャッターなし[35]。
- GOOBR - ZRIOOに併用してイーゼル下部につける専用雲台[6]。
- GOOCE - ライカIIIg、Lマウントエルマー50mmF3.5付き[41]。
- GOOEF - ライカIIIg[41][42]。
- GOOMI - ライカIIIg、Lマウントズミタール5cmF2付き[41]。
- HEFAM - Mマウントヘクトール135mmF4.5[43]。
- HEFAR - Lマウントヘクトール135mmF4.5ショートマウント[10]。
- HEFARKUP - Lマウントヘクトール135mmF4.5[29]。ニッケルリング[29]。
- HEFARCHROM - Lマウントヘクトール135mmF4.5[29]。クロームリング[29]。
- HEGRA - Lマウントヘクトール73mmF1.9[44]。クローム仕上げ[44]。
- HEKON - Lマウントヘクトール73mmF1.9[34][44]。ブラック仕上げ[44]。
- HEKTO - Lマウントヘクトール50mmF2.5[10][45]。[注釈 2]。
- HEKTOR - Lマウントヘクトール50mmF2.5[45][45]。[注釈 3]。
- HEKTORCHROM - Lマウントヘクトール50mmF2.5、クローム仕上げ[45]。
- HEOOL - シャッターボタンに取り付けてスローシャッターを可能にするスローシャッター装置[20]。目盛は1、1/2、1/4、1/8秒がある[20]。
- HFOOK - FOKOSにクリップとシューを装着し[39]。ライカI（A）[39]、ライカI（B）[39]、ライカI（C）[46][39]用とした距離計。
- HGOOI - ヘクトール125mm用リアカバー[37]。新コードは14053[37]。
  - HIKOO - Lマウントヘクトール125mmF2.5[47]、ヴィゾフレックスI用[47]。新コードはm表示が11532、ft表示が11032[47]。
- HOOPY - Lマウントヘクトール28mmF6.3[48]、ニッケル仕上げ[49]。
- HOOPYCHROM - Lマウントヘクトール28mmF6.3、クローム仕上げ[49]。
- IBSOR - シャッター[35]。ほとんどの場合最高速は1/125秒だが、1/100秒の個体も知られている[35]。
- ICWOO - 自動焦点式引伸機、フォコマートIc[25]。
- IGEMO - ライカM3[50]、レンズなし[1]。新コードは10680E[50]。
- IMARO - ライカM3、Mマウントエルマー50mmF3.5付き[1]。
- IMOOP - ライカMP[51]。
- IMORO - ライカM3、Mマウントエルマー50mmF2.8付き[1]。
- IROOW - Mマウントスーパーアンギュロン21mm、エルマリート21mm用レンズリアキャップ[37]。新コードは14042[37]。
- IWKOO - SUOON用レンズフード[52]。
- IVZOO - Mマウントボディーキャップ[37]。新コードは14056[37]。
- IZQOO - Mマウントレンズリアキャップ[37]。新コードは14051[37]。
- KINOR - シネカメラ用15mm、25、50mm、75mm、100mmの枠を持つファインダー[53]。
- KOOAS - OLEYO/OLIGO用フィルムホルダー[35]。
- KOOCT - ライカM1[54]。新コードは10125M[54]。
- KOOHE - ライカM2[55]。新コードは10835M[55]。
- KOPAT - エルディアからさらに機械化された写真乾板、フィルム両用焼き付け機[6]。
- LEANE - ライカI（A）、フィルムマガジン付き[1]。
- LECUR - ライカI（B）、フィルムマガジン付き[1]。
- LEFFA - ライカI（A）、フィルムマガジン3個、フォーディス距離計の組み合わせ[2]。
- LEICA - ライカI（A）[56]のフィルムマガジン3個付き[2]。レンズはアナスチグマート50mmF3.5、エルマックス50mmF3.5がある[57]。
- LELCP - ウォレンサック製Lマウントベロスチグマット127mmF4.5[58]。
- LELEL - ウォレンサック製Lマウントベロスチグマット50mmF3.5[58]。
- LELUX - ライカI（A）ルクサス、フィルムマガジン付き[1]。
- LEMAX - ライカスタンダード、フィルムマガジン付き[1]。
- LENEU - ライカI（C）[59]、フィルムマガジン付き[1]。後にスタンダードマウントに変更された際にもコードは踏襲された[59][60]。
- LEXXC - ウォレンサック製Lマウントベロスチグマット90mmF4.5[61][58]。
- LGCOO - OORESやFULDYに使用する軽量5倍ルーペ。差し込み式だった差し込み式。LOOCGを1938年にバヨネット式に変更したもの[26]。
- LKIOO - OORESやFULDYに使用する直角5倍ルーペ。バヨネット式[26]。
- LOOCG - OORESやFULDYに使用する軽量5倍ルーペ、差し込み式。1938年にバヨネット式に変更されてLGCOOに改訂された[26]。
- LOOFV - OORESやFULDYに使用する大型5倍ルーペ、差し込み式。1938年にバヨネット式に変更されてLVFOOに改訂された[26]。
- LOOHN - ライカIIIf[62]。
- LOOHW - OORESやFULDYに使用する30倍ルーペ、ピントグラス中央透明部のマークを空中像で見る。差し込み式。1938年にバヨネット式に変更されてLWHOOに改訂された[26]。または戦後再生産されたライカIIIc[63]。
- LOOMY - ライカ250[64]。
- LOOSE - ライカIIc[65]。
- LOOTP - ライカIIId[66]。
- LOOZS - ライカIIIc、戦後再生産時LOOHWに改訂された[63]。
- LUOON - ライカIIf[67]。
- LVFOO - OORESやFULDYに使用する大型5倍ルーペ。差し込み式だったLOOFVを1938年バヨネット式に変更したもの[26]。ヴィゾフレックス用5倍左右逆像マグニファイアー[10]。
- LWHOO - OORESやFULDYに使用する30倍ルーペ、ピントグラス中央透明部のマークを空中像で見る。差し込み式だったLOOHWを1938年バヨネット式に変更したもの[26]。
- LYCAN - ライカII、ブラック仕上げ。1934年にAIROOに改訂された[18]。
- LYCANCHROM - ライカII、クローム仕上げ。1934年にAIROOCHROMに改訂された[18]。
- LYHEK - ライカII、ヘクトール50mmF2.5付き[1]。
- LYKAN - ライカII、フィルムマガジン付き[1]。
- LYKUP - ライカII、エルマー50mmF3.5とフィルムマガジン付き[1]。
- MBROO - 防水速写ケース[68]。
- METRA - メトラワット製連動露出計[10]。
- MICAS - 顕微鏡撮影用アタッチメント[20]「ミカス[20]」。初期には装備されているシャッターの名称からマイクロイブソ（Micro-Ibso ）と呼ばれていた[20]。
- MOOLY - ゼンマイ式[69]ライカモーター[70][69]。ライカIIIb以前用[69]で、ライカIIIc以降用のMOOLY-Cとの間に互換性はない[69][70]。
- MOOLY-C - ゼンマイ式[69]ライカモーター[69]。ライカIIIc以降用[69]で、ライカIIIb以前用のMOOLYとの互換性はない[69][70]。
- MOOSP - Lマウントのテリート200mm[71][72]、テリート280mmF4.8用[71]の15mm[72]接写リング[72][71]。新コードは14020[72][注釈 4]。
- MQUOO - 両手が塞がっている場合に口で操作するレリーズ[73][74]。
- NAKUL - ネガフィルム検査用ルーペ[75][6]。
- NESOO - 引き伸ばし機のコンデンサー下面に被せるニュートンリング防止マスク[76]。
- NEWOO - 引き伸ばし機のコンデンサーに被せるニュートンリング防止金属カバーマスク[76]。
- NOKUM - NOOKY-HESUMから改名された[20]。
- NOOKY - Lマウントエルマー50mmF3.5用近接撮影用接写リングとファインダー補正レンズの組み合わせ[20]「ヌーキー[20]」。フィルム面から44cm-1mの接写で距離計連動によるピント合わせができパララックスも自動補正される[20]。当時としては画期的に便利な接写装置で[20]、ここから距離計連動カメラ用接写装置全般を「ヌーキー」と呼ぶ誤用が広まった[10][20]。
- NOOKY-HESUM - NOOKYのLマウントヘクトール50mmF2.5、ズマール50mmF2、ズミタール50mmF2用[20]「ヌーキーヘズム[20]」。後NOKUMに改名[20]。
- OASKO - 口腔内撮影装置[1]。
- OCEGO - ライカIg[77]。
- OCIPO - ヴァロイの台板上に置き、マイクロフィルムリーダーとする附属品[6]。
- OCMOR - Mマウントエルマー65mmF3.5、ヴィゾフレックスII用。新コードは11062[78]。
- OEFGO - ライカIf[79]。
- OEGIO - ライカIc[80][10]。
- OIASO - Lマウントステマー33mmF3.5[81]。新コードは11510[81]。
- OIDYO - ステマー33mmF3.5用ビューファインダー[81][82]。新コードは11525[81]。33mmハーフフレームであること以外SBOOIと同一[82]。
- OIEGO - ステマー33mmF3.5用レンズフード[81]。新コードは11550[81]。
- OHSCO - Mマウントステレオ90mmF7[81]。
- OILNO - Lマウントステレオ90mmF7[81]。
- OIMPO - ステマー33mmF3.5用プリズムアタッチメント[81]。新コードは11520[81]。
- OIXMO - Lマウントスーパーアンギュロン21mmF4用レンズリアキャップ[48][37]。
- OLEYO - ライカのボディーを使用せずレンズを取り付けて1枚撮影する小カメラ[20]型の一枚撮り装置[20][70][26][35]。35mm[20][35]、50mm[20][35]、105mm用[20][35]。1-1/125秒[20]の小型[35]レンズシャッター[20]IBSOR[35]で露出する[20]。取枠が1枚[20][35]、スクリーンが1枚[35]付属する。シャッター以外はOLIGOと同一[35]。
- OLIGO - ライカのボディーを使用せずレンズを取り付けて1枚撮影する小カメラ[20]型の一枚撮り装置[20][35]。28mm[20]、35mm[20]、50mm[20]、90mm[20]、105mm[20][注釈 5]用。1-1/125秒[20]の大型[35]レンズシャッター[20]IBSOR[35]で露出する。取枠が1枚[20][35]、スクリーンが1枚[35]付属する。シャッター以外はOLEYOと同一[35]。
- OLORA - 一枚取り撮影装置、シャッターなし[35]。
- OOFRC - 遠距離操作用装置[20]。リモートワインダーとリモートレリーズのセット[73]で、2本の紐で巻き上げと撮影ができる[20]。
- OOBAZ - スライド式接写装置。戦後OOZABから改訂された[26]。
- OOCAY - 書籍や図面などの大量複写用[20]。レプロビットの前身に当たる[20]。
- OORES - ライカのレンズを前面円盤の一部に取り付け、後部のピントグラスとライカカメラボディーを回転させて交互にレンズの後ろに移動する回転盤接写複写装置[20]。スライド式のフォコスライドの前身に当たる[20]。1935年に発売され、当時の代理店シュミットでは「回転盤」と名付けられていた[26]。
- OOZAB - スライド式接写装置[70]。戦後OOBAZに改訂された[26]。
- OROLF - ライカM3[68]かライカM2[68]に装着し3本のLマウントレンズ[37][68]をターレット式[68][37]に迅速交換する[68]ライカレンズターレット[68]「オロルフ[68]」。その形状から「天狗の団扇」と俗称される[9][83]。生産個数につき250台という説がある[37]。ライカM6にも使用できる[37]。背面のネジを右に回すとレンズがカメラから浮上して回転、背面のネジを左に回すと次のレンズが撮影位置で固定される[37]。
- ORTVO - Lマウントボディーキャップ[37]。新コードは14055[37]。
- ORYFO - Lマウントレンズリアキャップ[37]。FIRHUから改訂された[37]。新コードは14050[37]。
- OTPLO - Lマウントテリート200mmF4.5[84]。ヴィゾフレックスI用[84]。
- OTRPO - OCMOR用中間リングで、無限遠から13inまでピント合わせができる[78]。
- OSBLO - Lマウント50mmまたは90mmレンズの後ろにねじ込みガリレオ式望遠鏡にする望遠鏡アダプター[85]。倍率は50mmに併用した場合3.5倍、90mmに併用した場合6倍[85]。
- OTZFO - OCMOR+OTRPO用直進ヘリコイドで、13inから10+5/8inまでピント合わせができる[78]。
- OUBIO - ヴィゾフレックスI用レンズをヴィゾフレックスIIに使用するためのアダプターリング[71]。新コードは16466[71]。
- OZUPO - ヴィゾフレックスI[10]。
- OZYXO - ヴィゾフレックスI、5倍左右逆像マグニファイアー付き[10]。
- PARVO - 幻灯機VIIIc[6]「パルヴォ[6]」。後にPRADOに改訂された[6]。
- PEGOO - ヴィゾフレックスI用45度ファインダー[86]。
- PLOOT - テリート用ミラーボックス[70]。
- PRADO - 幻灯機VIIIc[6]。PARVOからの改訂[6]。「プラド[6]」。
- RASAL - 35mm、50mm、73mm、90mm枠と105mm、135mmのマスク[70][87][88]を持つ旧型ユニバーサルフレームファインダー[70][87][17]。1933年発売[17]。ブラック仕上げとクローム仕上げがある[17]。本体のフレームを起こすと外枠が50mm、内枠が90mm[17]。枠を180度回転させて裏返すと覗き窓とフレームの間隔が短くなり外枠が35mm、内枠が73mmになる[17]。その状態で付属フレーム板を差し込むとその内枠が105mm、そのままフレームを元の起こした位置に回転させると付属フレーム板の内枠が135mmとなる[17][注釈 6]。
- RAMET - RASALの付属フレーム板[17][88]。105、135mm用のマスクがある[88]。
- RASUK - RASALの本体[17]。35mm、50mm、73mm、90mm用ユニバーサルフレームファインダー[88]。
- ROSAL - 50mm、90mm、135mm枠[17]を持つ新型フレームファインダー[17]。1951年発売、1965年製造中止[17]。50mm、90mmでの使用時は135mmのフレームを折り畳む[17]。クローム仕上げのみ[17]。[注釈 7]
- ROSOL - 50mm、90mmの枠に加え85mm、135mmのマスク[88]を持つ新型フレームファインダー[88]。1951年発売[88]。後期型では85mmのマスクが省略された[88]。50mm、90mmでの使用時はマスクを折り畳む[88]。クローム仕上げのみ[88]。新コードは12040[88]。[注釈 8]
- RIFLE - 200mm、400mmとヴィゾフレックスを使用するための銃床[10]。
- RSOOQ - X線カメラ用手動ワインダー[89]。
- SAIOO - 折り畳みアルバダ式[90][91][92]73mm外付ファインダー[90][87][91][92]。
- SAMWO - Mマウントズミクロン35mmF2ライカM3用眼鏡付き、、新コードは11108[93]。
- SAWOM - Mマウントズミクロン35mmF2、新コードは11308、8枚構成[93]。
- SAWOO - Lマウントズミクロン35mmF2、新コードは11008[93]。
- SBOOI - ブライトフレーム式外付け50mmファインダー[91]。新コードは12015[91]。
- SBKOO - SUOON[48]、SUMOM>[94]用ブライトフレーム式[91][95]外付け21mmファインダー[91][注釈 9]。新コードは12002[91][94][95]。
- SBLOO - ブライトフレーム式[91]外付け35mmファインダー[96][95][93][91][95]。新コードは12010[91][93][95]。
- SCNOO - 迅速に巻き上げられる手動ワインダー[89]装置で、正式名称は「連続速写装置装置[20]」、俗称「ライカピストル[20][70]」。1935年発売[20]。製造番号159,000以降のボディにはそのまま装着できるが、それ以前の製品には巻き上げ軸下部に連結するための切り込みがないため、エルンスト・ライツまたは代理店で切り込みをつける必要がある[20][注釈 10]。さらに製造番号111,450以下のライカは底蓋を引っ掛ける止め鋲がφ3mmと小さいためφ5mmの新型鋲に交換する必要がある[20][注釈 11]。ボディーが僅かに大きくなるライカIIIc以降には装着できない[20]。
- SCNOO-CHROM - SCNOOのクローム仕上げ[89]。
- SDPOO - MマウントDRズミクロン50mmF2用近接撮影アタッチメント[27]。
- SECOM - Mマウントズミクロン90mmF2[97]。SEOOF-Mから改訂された[97]。新コードは11123[97]。
- SEOOF - Lマウントズミクロン90mmF2[98][97]。
- SEOOF-M - Mマウントズミクロン90mmF2[97]。
- SEROO - 折り畳みアルバダ式[90][91][92]90mm外付ファインダー[90][91][87][92]。
- SEVUE - 固定アルバダ式90mm外付ファインダー[95]。SOOUTと同一だがニューヨークライツ製[95]。
- SFTOO - ヴィゾフレックス用テリート200mm[99][87][91][82]F4.5[87][99]用スポーツ[91]ファインダー[99][91][87][82]。新コードはft表示[82]が12035[91]、m表示が12034[82]。
- SGOOD - ブライトフレーム式[91]外付け85mmファインダー[91][95]。新コードは12020[91][95]。
- SGVOD - ブライトフレーム式[91]外付け90mmファインダー[91][95]。新コードは12025[91][95]。
- SHOOC - ブライトフレーム式[91]外付け135mmファインダー[91][95]。新コードは12030[91][95]。
- SIMON - Mマウントズマロン35mmF2.8、新コードは11306[100]。
- SIMOO - Lマウントズマロン35mmF2.8[100]。新コードは11006[100]。
- SIMOW - Mマウントズマロン35mmF2.8ライカM3用眼鏡付き、新コードは11106[100]。
- SIZOO - 折り畳み可能[87][91][92]なアルバダ式[87][91][92]105mm外付ファインダー[87][91][92]。
- SLOOZ - 28mm用[49][95]ブライトフレーム式[91][95]外付けファインダー[49][91][95]。新コードは12007[49][91][95]。
- SNHOO - ズミクロン50mmF2用42mmOタイプのフィルターをLタイプのレンズに使用するフィルターアダプター[13]。新コードは13078[13]。
- SNONC-M - Mマウントズマロン35mmF3.5[96]。
- SNONC-MW - Mマウントズマロン35mmF3.5ライカM3用眼鏡付き[96]。
- SNOOX - Lマウントズマロン28mmF5.6距離目盛m表示、新コードは11501[49]。
- SOMIA - Mマウントズマリット50mmF1.5。SOOIA-Mから改訂された[101]。
- SOMKY - Mマウントズミクロン50mmF2用近接撮影用接写リングとファインダー補正レンズの組み合わせ。[102]。
- SOMNI - MマウントDRズミクロン50mmF2[27]、新コードは11918[103]。
- SOOAW - クレードル型[95]固定アルバダ式73mm外付ファインダー[91][95]。
- SOODL - 固定アルバダ式50mm外付ファインダー[95]。
- SOOEY - ズミタール50mmF2用Lタイプのフィルターを42mmOタイプのレンズに使用するフィルターアダプター[13]。SOOQRから改訂された[13]。新コードは13077[13]。
- SOOGZ - ズミクロン50mmF2用42mmOタイプのフィルターを36mmHタイプのレンズに使用するフィルターアダプター[13]。新コードは13154[13]。
- SOOIA - Lマウントズマリット50mmF1.5[104]。
- SOOIA-M - Mマウントズマリット50mmF1.5[104]。後にSOMIAに改訂された[101]。
- SOOIC - Lマウント沈胴式ズミクロン50mmF2[104]。
- SOOIC-M - Mマウント沈胴式ズミクロン50mmF2。新コードは11116[105]。
- SOOIC-MS - Mマウント固定鏡胴式ズミクロン50mmF2。後にSOSICに改訂された[105]。
- SOOKY - NOOKYのLマウントズミクロン50mmF2用[20]で、近接撮影用接写リングとファインダー補正レンズの組み合わせ[102]。「スーキー[20]」。
- SOOLB - 固定アルバダ式85mm外付ファインダー[91][95]。
- SOOME - Mマウントズミルックス50mmF1.4。新コードは11114[106]。
- SOOMP - ズマール50mmF2用フード[38]。
- SOONC - Lマウントズマロン35mmF3.5[96]。
- SOONC-M - Mマウントズマロン35mmF3.5[96]。
- SOONC-MW - Mマウントズマロン35mmF3.5[96]。ライカM3用眼鏡付き[96]。
- SOOQR - ズミタール50mmF2用Lタイプのフィルターを42mmOタイプのレンズに使用するフィルターアダプター[13]。SOOEYに改訂された[13]。
- SOORE - Lマウントズミタール50mmF2[107]。
- SOOTF - ズミタール50mmF2用Lタイプのフィルターを36mmHタイプのレンズに使用するフィルターアダプター[13]。新コードは13079[13]。
- SOOUT - クレードル型[95]固定アルバダ式90mm外付ファインダー[91][95]。
- SOOVY - 固定アルバダ式135mm外付ファインダー[91]。[注釈 12]
- SOOYV - クレードル型[95]固定アルバダ式135mm外付ファインダー[95]。[注釈 13]
- SOOZI - Lマウントズミクロン90mmF2[97]。
- SOOZI-M - Mマウントズミクロン90mmF2[97]。
- SOSIC - Mマウント固定鏡胴式ズミクロン50mmF2。SOOIC-MSから改訂された[105]。新コードは11818[103]。
- SOSTA - Lマウント固定鏡胴式ズミクロン50mmF2。新コードはm表示が11018、ft表示が11518[104]。
- SOWGE - Lマウントズミルックス50mmF1.4[108]。
- SQTOO - ヴィゾフレックス用テリート400mm用スポーツファインダー[91]。新コードは12037[91]。
- STERO - ステレオアタッチメント、ステレオリー[10]。
- SUMAR - Lマウントリジッドズマール50mmF2[10][45]。
- SUMOM - シュナイダー・クロイツナッハ製Mマウントスーパーアンギュロン21mmF4[94]、新コードは11102L[94]。
- SUMUS - Lマウント沈胴ズマール50mmF2、当初ニッケル仕上げ、後クローム仕上げ[45]。
- SUOON - シュナイダー・クロイツナッハ製Lマウントスーパーアンギュロン21mmF4[48][94]、新コードは11002K[94]。
- SUOOQ - 折り畳み可能[87][91][92]なアルバダ式[87][91][92]28mm外付ファインダー[46][90][87][91][92]。本来Lマウントヘクトール28mmF6.3用[49][87][92]。ブラック仕上げとクローム仕上げがある[87][92]。
- SUWOO - 逆ガリレオ式[91]50mm単独ファインダー[91][92]。本来ライカ用ではなく1枚撮り小暗箱用[91][92]。ライカスタンダードのファインダーと同一[92]。
- SYEOO - 折り畳みアルバダ式[90][91][92]135mm外付ファインダー[90][87][91][92]。
- SYNCO - 底蓋に装着するシンクロコンタクト付きフラッシュユニット[10]。
- SYOOM - 迅速巻き上げ装置、ライカビット[68]。
- TAHOO - 白昼装填可能な現像タンク[6]。
- TELOO - LマウントテリートV200mmF4.8[109]。ヴィゾフレックスI用[109]。新コードは11063[109]。
- TLCOO - Lマウントテリート400mmF5[70][110]。ヴィゾフレックスI用[110]。1955年に光学系が変更されたがコードは変更されなかった[110]。新コードは11766[110]。
- TOODY - Lマウントタンバール90mmF2.2[23]。
- TOOSF - 卓上三脚[20]。
- TUOOS - 自動焦点式6×9cm判カラー引伸機、フォコマートIIc[25]。
- TUVOO - 正像ユニバーサルファインダーに取り付ける28mmアダプター[111]。
- TVOOR - フォコマートIIa[112]。VOOWIから改訂された[112]。
- TXBOO - テリートをMマウントカメラに接続するチューブ[82]、大ネジの三脚穴がある[82]。通常型は14024[82]。新コードは通常タイプが14024[82]、大ネジ三脚穴ありが14043[82]。
- TZFOO - テリートをLマウントカメラに接続するチューブ[82]。TZOONから改訂された[82]。新コードは通常タイプが14023[82]、大ネジ三脚穴ありが14039[82]。
- TZOON - テリートをLマウントカメラに接続するチューブ[82]。TZFOOに改訂された[82]。
- UDIMO - 世界初のライカ判専用プロジェクター[34]。
- UFOOY - A36フィルターをねじ込みφ39mmのレンズに使用するフィルターアダプター[13]。
- ULEJA - ライカ判専用プロジェクター[36]。
- UMAJA - 携帯用プロジェクター[22]。約φ7cm、6V低圧電球を使用する[22]。
- UXOOR - ベローズI。ヴィゾフレックスIやスライド式近接装置に使用する[113]。
- VADOM - 9.5cmF4レンズ付き引き伸ばし機[114]。支柱120cm1本[114]。支柱の長さ以外はVANOSと同一[114]。1935年発売[114]。VAVORのレンズを変更した[114]。
- VADIV - ヴァゼックスI、ヴァゼックスII用の照度増強頭部[114]。60W電球を4個内蔵する[114]。
- VALAU - Lマウントエルマー50mmF3.5を引き伸ばし用に転用した場合の絞りユニット[6]。
- VALOB - 引き伸ばし専用レンズ[6]ヴァロブ[6]50mmF3.5[6]。絞り表示がF値でなく1-10の6段階になっている。
- VALOO - エルマー50mm用のフードと絞り設定リングのセット[38]。近接撮影装置や引伸機にエルマー50mmF3.5を使用する場合のフード[26]。新コードは16620[38]。
- VALOY - ヴァロイI[23]。手動焦点式引伸機[23]。
- VAMAX - ヴァロイIの支柱とアームを大型化した[6]。ヴァマックスI[6]。
- VAMOR - ヴァゼックスIの光源をさらに強力にするランプハウス[6]。
- VANEO - 9.5cmF4.5レンズ付き引き伸ばし機[114]。支柱80cm1本[114]。支柱の長さ以外はVAVORと同一[114]。1934年発売[114]。VARYLのレンズを変更した[114]。
- VANOS - 9.5cmF4レンズ付き引き伸ばし機[114]。支柱80cm1本[114]。支柱の長さ以外はVADOMと同一[114]。1935年発売[114]。VANEOのレンズを変更した[114]。
- VARYL - 9cmF4レンズ付き引き伸ばし機[114]。支柱80cm1本[114]。1933年発売[114]。
- VAVOR - 9.5cmF4.5レンズ付き引き伸ばし機[114]。支柱120cm1本[114]。支柱の長さ以外はVANEOと同一[114]。1934年発売[114]。
- VIDEO - パララックス補正装置を持たず35mm、50mm、73mm、105mm枠[115][116][117][注釈 14]のあるユニバーサルファインダー[116]D型[116][117]。誤用であるが「（旧型）鉄砲ヴィドム」と呼ばれることがある[116]。
- VIDOM - 35mmの視野の中に可変絞りを内蔵し35mmから135mmまで対応しパララックス補正可能な左右逆像ユニバーサルファインダー[87][116][53]。いわゆる「新型鉄砲ヴィドム」の後継製品[116][87][53]。ここからユニバーサルファインダー全般を「ヴィドム」と呼ぶ誤用が広まった[10][116]。
- VIDOS - 9.5cmF4レンズ付き引き伸ばし機[114]。支柱120cm2本[114]。支柱の長さ以外はVYBOOと同一[114]。1936年発売[114]。VADOMの改良型[114]。1937年にヴァゼックスIIと命名されたがコードはそのまま使われた[114]。
- VIEFF - パララックス補正装置を持たず35mm、73mm、90mm枠のあるユニバーサルファインダー[115][116][117]F型[116][117]。誤用であるが「旧型[116]鉄砲ヴィドム[116][117]」と呼ばれることがある。
- VIEME - パララックス補正装置を持たず35mm、50mm、73mm、135mm枠のあるユニバーサルファインダー[115][116][117]E型[116][117]。誤用であるが「旧型[116]鉄砲ヴィドム[116][117]」と呼ばれることがある。
- VIFUR - パララックス補正装置を持ち35mm、50mm、135mm枠のある弾丸型ユニバーサルファインダ−[115][116]IV型[116]。誤用であるが「新型[116]鉄砲ヴィドム[116][117]」と呼ばれることがある。
- VIGEH - パララックス補正装置を持たず35mm、50mm、73mm、90mm枠のあるユニバーサルファインダー[115][116][117]G型[116][117]。誤用であるが「旧型[116]鉄砲ヴィドム[116][117]」と呼ばれることがある。
- VIHEU - パララックス補正装置を持たず35mm、50mm枠のあるユニバーサルファインダー[115][116][117]H型[116][117]。誤用であるが「旧型[116]鉄砲ヴィドム[116][117]」と呼ばれることがある。
- VIKAN - パララックス補正装置を持たず35mm、73mm、90mm、135mm枠のあるユニバーサルファインダー[115][117]L型[117]。誤用であるが「旧型[116]鉄砲ヴィドム[116][117]」と呼ばれることがある。
- VILLO - パララックス補正装置を持たず35mm、50mm、73mm、90mm、135mm枠のあるユニバーサルファインダー[115][116][117]K型[116][117]。誤用であるが「旧型[116]鉄砲ヴィドム[116][117]」と呼ばれることがある。
- VIOOH - VIDOMの後継製品として発売された正立正像ユニバーサルファインダー[23]。アメリカでは正像（Image Erecting ）の頭を取って「イマレクト」と呼称される[116]。誤用であるが「正像ヴィドム」と呼ばれることがある[116]。初期製品を除き2.8cm用アダプターを装着できる[116]。
- VISAX - パララックス補正装置を持たず35mm、50mm、90mm枠のあるユニバーサルファインダー[115][116][117]B型[116][117]。誤用であるが「旧型[116]鉄砲ヴィドム[116][117]」と呼ばれることがある。
- VISET - パララックス補正装置を持たず35mm、50mm、90mm、135mm枠のあるユニバーサルファインダー[115][117]C型[117]。誤用であるが「旧型[116]鉄砲ヴィドム[116][117]」と呼ばれることがある。
- VISIL - パララックス補正装置を持たず35mm、50mm、90mm、135mm枠のあるユニバーサルファインダー[115][116]C型[116]。誤用であるが「旧型[116]鉄砲ヴィドム[116][117]」と呼ばれることがある。
- VISOR - パララックス補正装置を持たず35mm、50mm、135mm枠のあるユニバーサルファインダー[115][116][117]A型[116][117]。誤用であるが「旧型[116]鉄砲ヴィドム[116][117]」と呼ばれることがある。
- VISSI - パララックス補正装置を持たず35mm、90mm枠のあるユニバーサルファインダー[115][116][117]J型[116][117]。誤用であるが「旧型[116]鉄砲ヴィドム[116][117]」と呼ばれることがある。
- VITAS - ライカ判と名刺半裁判の両用引き伸ばし機[22]で支柱の高さ120cm[22]の「ヴィタス[22]」。
- VITRE - パララックス補正装置を持ち35mm、50mm、105mm枠のある弾丸型ユニバーサルファインダ−[115][116][117]III型[116][117]。誤用であるが「新型[116]鉄砲ヴィドム[116][117]」と呼ばれることがある。
- VIUNA - パララックス補正装置を持ち35mm、50mm、73mm枠のある弾丸型ユニバーサルファインダ−[115][116][117]I型[116][117]。誤用であるが「新型[116]鉄砲ヴィドム[116][117]」と呼ばれることがある。
- VIWOO - フォコマートI[118]。自動焦点式引伸機[118]。
- VIZWC - パララックス補正装置を持ち35mm、50mm、90mm枠のある弾丸型ユニバーサルファインダ−[117]II型[117]。誤用であるが「新型鉄砲ヴィドム[117]」と呼ばれることがある。[注釈 15]
- VIZWO - パララックス補正装置を持ち35mm、50mm、90mm枠のある弾丸型ユニバーサルファインダ−[115][116]II型[116]。誤用であるが「新型[116]鉄砲ヴィドム[116][117]」と呼ばれることがある。[注釈 16]
- VOMAT - フォコマートI[23]。自動焦点式引伸機[23]。
- VOOLA - Lマウントエルマー50mmF3.5レンズ用カブセ式フィルター枠の内側に挟んで、フィルターを装着したままレンズ絞りを変更できるようにするアダプター[119][13]。
- VOORT - 引き伸ばし用エルマー95mmF4[6]。
- VOOWI - フォコマートII[112]。自動焦点引き伸ばし機で、VANOSを自動焦点化したもの[112]。1937年にフォコマートIIaに改良されたがコードは変更されなかった[112]。1950年にTVOORに改訂された[112]。
- VORSA - 距離計連動になったライカ用ステレオ写真撮影装置[20]ステレオリーI[36]。
- VORSTAN - ライカ判1コマにステレオの左右一対を写し込むステレオ写真撮影用具[22]。
- VORYM - 引き伸ばし機に150W以上の強力光源を装着する時引き伸ばし機とランプハウスの中間に入れて光源位置を調整するとともに換気を向上する附属品[6]。
- VOTIV - VORSTANで撮影した写真のステレオビュワーの台[22]。
- VOTRA - VORSTANで撮影した写真のステレオビュワー[22]。
- VTOOX - 近接撮影装置や引伸機にエルマー50mmF2.8を使用する場合のフード[26]。
- VTROO - 近接撮影装置や引伸機にズミクロン50mmF2を使用する場合のフード[26]。
- VUOOW - 手動焦点式引伸機、ヴァロイII[25]。
- VYBOO - 9.5cmF4レンズ付き引き伸ばし機[114]。支柱80cm2本[114]。支柱の長さ以外はVIDOSと同一[114]。1936年発売[114]。VANOSの改良型[114]。1937年にヴァゼックスIと命名されたがコードはそのまま使われた[114]。
- WEISU - 35mm用[91][87]逆ガリレオ式ファインダー[91][87]。ブラック仕上げとクローム仕上げがある[87]。
- WESTO - ウェストン製単独露出計[10]。
- WINKO - 被写体に対して90度の方向に向いて撮影できる横向きファインダー[87]。本体に距離計のないライカスタンダード用[87]。
- WINTU - 被写体に対して90度の方向に向いて撮影できる[87]横向きファインダー[46][87]。アクセサリーシューに装着してから距離計用プリズムを降ろせば本体の連動距離計を使用できる[87]。
- XEMOO - Lマウントクセノン50mmF1.5[107]。
- XENON - Lマウントクセノン50mmF1.5[70]。
- XOOIM - ズミルックス50mmF1.4用フード[38]。新コードは12521[38]。
- XOONS - ズマリット50mmF1.5用フード[38]。新コードは12520[38]。
- YSOOE - SEROO[91]やSUOOQ[90][91]をライカCやライカスタンダードに取り付ける際ファインダーが邪魔にならないよう位置を高くする[91]アダプター[90]。
- ZRIOO - フォコマートの原板挿入部に挿入してゆがみを取るティルティング装置[6]。

## 新コード
1960年から使用された。原則数字5文字で定められ、ライカポケットブックには「カタログNo.」、ライカのカタログ等では「コード番号」と記載されている。当初旧コードと併用された。新コードを持つ最初のボディーはライカM3であり、旧コードを持つ最後のボディーはライカM1である。
- 10002 - ライカフレックス、ボディーのみ[120]。
- 10011 - ライカフレックスSL、クローム仕上げ、ボディーのみ[121]。
- 10012 - ライカフレックスSL、ブラック仕上げ、ボディーのみ[121]。
- 10013 - ライカフレックスSL-MOT、ボディーのみ[121]。
- 10021 - ライカフレックスSL2、クローム仕上げ、ボディーのみ[122]。
- 10022 - ライカフレックスSL2、ブラック仕上げ、ボディーのみ[122]。
- 10023 - ライカフレックスSL2-MOT、ボディーのみ[122]。
- 10031 - ライカR3、クローム仕上げ、ボディーのみ[123]。
- 10032 - ライカR3、ブラック仕上げ、ボディーのみ[123]。
- 10033 - ライカR3-MOT、ボディーのみ[123]。
- 10034 - ライカR3、サファリ仕上げ、ボディーのみ[123]。
- 10041 - ライカR4、クローム仕上げ、ボディーのみ[124]。
- 10043 - ライカR4ブラック仕上げボディーのみ[124]。
- 10067 - ライカR7シルバークローム仕上げボディーのみ[125]。
- 10068 - ライカR7ブラッククローム仕上げボディーのみ[125]。
- 10073 - ライカR6.2シルバークローム仕上げボディーのみ[125]。
- 10074 - ライカR6.2ブラッククローム仕上げボディーのみ[125]。
- 10080 - ライカR8シルバークローム仕上げボディーのみ[126]。
- 10081 - ライカR8ブラッククローム仕上げボディーのみ[126]。
- 10101 - ライカMD[127]。
- 10103 - ライカMDa[128]。
- 10105 - ライカMD-2[129]。
- 10125M - ライカM1[54]。旧コードはKOOCT[54]。
- 10400 - ライカM4、クローム仕上げボディーのみ[130]。
- 10401 - ライカM4MOT[130]、ボディーのみ。
- 10402 - ライカM4、ブラック仕上げボディーのみ[130]。
- 10404 - ライカM6、ブラッククローム仕上げボディーのみ[131]。
- 10410 - ライカM4-2、ボディーのみ[132]。
- 10414 - ライカM6、シルバークローム仕上げボディーのみ[131]。
- 10501 - ライカM5、クローム仕上げボディーのみ[133]。
- 10502 - ライカM5、ブラッククローム仕上げボディーのみ[133]。
- 10680E - ライカM3[50]、ボディーのみ、旧コードはIGEMO[50]。
- 10700 - ライカCL[134]、ボディーのみ。
- 10835M - ライカM2[55]、ボディーのみ。旧コードはKOOHE[55]。
- 11001 - Lマウントズマロン28mmF5.6距離目盛m、ft併記[49]。
- 11002K - シュナイダー・クロイツナッハ製Lマウントスーパーアンギュロン21mmF4、旧コードはSUOON>[135]。
- 11003 - カール・ツァイス製Mマウントホロゴン15mmF8[136][94]。
- 11006 - Lマウントズマロン35mmF2.8[100]。旧コードはSIMOO[100]。
- 11008 - Lマウントズミクロン35mmF2、旧コードはSAWOO[93]。
- 11018 - Lマウント固定鏡胴式ズミクロン50mmF2、m表示。旧コードはSOSTA[104]。
- 11029 - Lマウントエルマリート90mmF2.8[32]。旧コードはELRIT[32]。
- 11032 - Lマウントヘクトール125mmF2.5[47]。ヴィゾフレックスI用[47]、ft表示[47]。m表示は11532[47]。旧コードはHIKOO[47]。
- 11062 - Mマウントエルマー65mmF3.5[78][47]。ヴィゾフレックスII、ヴィゾフレックスIII用[47]。アタッチメントはφ41mmねじ込み[47]、製造番号2378901からシリーズVI[47]。旧コードはOCMOR[78]。
- 11063 - LマウントテリートV200mmF4.8[109]。ヴィゾフレックスI用[109]。旧コードはTELOO[109]。
- 11102L - シュナイダー・クロイツナッハ製Mマウントスーパーアンギュロン21mmF4、旧コードはSUMOM[135]。
- 11103 - シュナイダー・クロイツナッハ製Mマウントスーパーアンギュロン21mmF3.4[137][135]。
- 11106 - Mマウントズマロン35mmF2.8ライカM3用眼鏡付き[100]旧コードはSIMOW[100]。
- 11108 - Mマウントズミクロン35mmF2ライカM3用眼鏡付き、、旧コードはSAMWO[138]。
- 11114 - MマウントズミルックスM50mmF1.4。旧コードはSOOME[101]。
- 11115 - RマウントズミクロンR35mmF2[125][139]。11227から設計変更し6枚構成となった[139]。
- 11116 - Mマウント沈胴式ズミクロン50mmF2。旧コードはSOOIC-M[105]。
- 11123 - MマウントズミクロンM90mmF2[97]。旧コードはSECOM[97]。
- 11129 - Mマウントエルマリート90mmF2.8[32]。旧コードはELRIM[32]
- 11134 - MマウントエルマリートM21mmF2.8[131][135]。
- 11135 - MマウントエルマリートM21mmF2.8アスフェリカル[140]。
- 11136 - MマウントズミクロンM90mmF2[131][33]。黒仕上げ[33]。
- 11137 - MマウントズミクロンM90mmF2[33]。クローム仕上げ[33]。
- 11143 - RマウントズミルックスR35mmF1.4[141]。
- 11144 - RマウントズミルックスR35mmF1.4、Rカム[126]。
- 11154 - RマウントエルマリートR90mmF2.8[125]、Rカム[126]。
- 11162 - Mマウントエルマー65mmF3.5[47]。ヴィゾフレックスII、ヴィゾフレックスIII用[47]。11062が1970年に新設計になり、ブラッククローム仕上げになった[47]。
- 11201 - RマウントエルマリートR35mmF2.8[142]。ライカフレックスと同時に5群7枚構成、アタッチメントA47で発売された[142]。1974年に6群7枚構成に光学系が変更されアタッチメントもA51でシリーズVIIを使用するように変更されたがコードは変更されなかった[142]。
- 11202 - RマウントPAクルタゴン35mmF4[125][141]。
- 11205 - 旧型RマウントマクロエルマリートR60mmF2.8[143]。
- 11210 - RマウントアポマクロエルマリートR100mmF2.8[125][144]。
- 11211 - RマウントエルマリートR135mmF2.8[125][145]。
- 11212 - 1980年に改良されたRマウントマクロエルマリート60mmF2.8[143]。
- 11213 - RマウントスーパーエルマーR15mmF3.5[125][146]。
- 11215 - RマウントズミクロンR50mmF2[147]、トリプムカム[147]。
- 11216 - RマウントズミクロンR50mmF2[125]、Rカム[126][147]。
- 11219 - RマウントズミクロンR90mmF2[148]。
- 11222 - RマウントフィッシュアイエルマリートR16mmF2.8[125][149]。
- 11224 - RマウントバリオエルマーR70-210mmF4[150]またはRマウントバリオエルマーR80-200mmF4[151]。
- 11225 - RマウントエルマリートR19mmF2.8[149]。
- 11226 - RマウントバリオエルマーR75-200mmF4.5[152][151]。
- 11227 - RマウントズミクロンR35mmF2[139]。7群9枚構成[139]。
- 11228 - RマウントズミクロンR50mmF2[147]。
- 11230 - RマウントマクロエルマーR100mmF4[145]、ベローズ用[145]。
- 11232 - RマウントマクロエルマーR100mmF4[125][145]、フォーカシングマウントを装備しているもの[145]。
- 11236 - RマウントエクステンダーR 2X、ライカR3、ライカR4、ライカR4-S用[153]。
- 11237 - RマウントエクステンダーR 2X、ライカフレックスSL、ライカフレックスSL2用[153]。
- 11239 - RマウントエルマリートR90mmF2.8[154]。
- 11240 - RマウントアポテリートR180mmF3.4[155]。
- 11242 - RマウントアポテリートR180mmF3.4[125]。
- 11243 - RマウントMR[125]テリートR500mmF8[156][125]。
- 11244 - RマウントバリオエルマーR35-70mmF3.5[157]前期型。アタッチメントφ60mmねじ込み[158][157]。ミノルタとの共同開発で"Japan"の刻印がある[158]。
- 11245 - RマウントアポテリートR280mmF2.8[159]。
- 11246 - RマウントバリオエルマーR70-210mmF4[125][151]。
- 11247 - RマウントエルマリートR28mmF2.8[125]。
- 11248 - RマウントバリオエルマーR35-70mmF3.5後期型[158][160]。光学系に変更はない[160]。アタッチメントφ67mmねじ込み[158][160]。フィルターが不回転となり、刻印が"GERMANY"になった[158]。
- 11249 - RマウントアポエクステンダーR 1.4X、ライカR3以降のライカR用[161]。アポテリートR280mmF2.8とアポテリートR400mmF2.8に特化した設計になっているものの、他のRレンズにも使用できる[161]。ただし前面に突出しているので、レンズ最後端にダメージを与えないよう配慮が必要[161]。
- 11251 - RマウントエルマリートR35mmF2.8[125]、Rカム[126]。
- 11253 - RマウントマクロエルマリートR60mmF2.8[125]。
- 11254 - RマウントズミクロンR90mmF2[125]、Rカム[126]。
- 11256 - RマウントバリオエルマーR28-70mmF3.5-4.5[160]。
- 11257 - RマウントエルマリートR24mmF2.8、Rカム[125]。
- 11258 - RマウントエルマリートR19mmF2.8[125][146]。
- 11259 - RマウントエルマリートR28mmF2.8[126]。
- 11260 - RマウントアポテリートR400mmF2.8[162][125]。
- 11261 - RマウントアポテリートR280mmF4[159]。
- 11262 - RマウントアポエクステンダーR 2X[161]。
- 11263 - RマウントアポテリートR280mmF2.8[125]。
- 11265 - RマウントROM内蔵アポエクステンダー2X[140][注釈 17]。
- 11270 - Rマウントベローズ用マクロエルマーR100mmF4[125]。
- 11271 - RマウントアポズミクロンR180mmF2、Rカム[126]。
- 11277 - RマウントROM内蔵バリオエルマーR35-70mmF4[140]。
- 11281 - RマウントROM内蔵バリオエルマーR80-200mmF4[140]。
- 11306 - Mマウントズマロン35mmF2.8[100]。旧コードはSIMON[100]。
- 11308 - Mマウントズミクロン35mmF2、旧コードはSAWOM、8枚構成[93]。
- 11309 - 1969年発売のMマウントズミクロン35mmF2、6枚構成[93]。
- 11310 - 1980年発売のMマウントズミクロンM35mmF2[163]。ブラック仕上げ、5群7枚構成[163][131]。
- 11311 - MマウントズミクロンM35mmF2[163]。シルバークローム仕上げ、5群7枚構成[163]。
- 11331 - RマウントROM内蔵エルマリートR24mmF2.8[140]。
- 11337 - RマウントROM内蔵ズミルックスR35mmF1.4[140]。
- 11343 - RマウントROM内蔵ズミルックスR50mmF1.4[140]。
- 11345 - RマウントROM内蔵ズミクロンR50mmF2[140]。
- 11347 - RマウントROM内蔵マクロエルマリートR60mmF2.8[140]。
- 11349 - RマウントROM内蔵ズミルックスR85mmF1.4[140]。
- 11501 - Lマウントズマロン28mmF5.6距離目盛m表示、旧コードはSNOOX[49]。
- 11510 - Lマウントステマー33mmF3.5[81]。旧コードはOIASO[81]。
- 11518 - Lマウント固定鏡胴式ズミクロン50mmF2、ft表示。旧コードはSOSTA[104]。
- 11520 - ステマー33mmF3.5用プリズムアタッチメント[81]。旧コードはOIMPO[81]。
- 11525 - ステマー33mmF3.5用ビューファインダー[81]。旧コードはOIDYO[81]。
- 11532 - Lマウントヘクトール125mmF2.5[47]。ヴィゾフレックスI用[47]。m表示[47]。ft表示は11032[47]。旧コードはHIKOO[47]。
- 11541 - MマウントエルマリートC40mmF2.8[164]。このコードは割り当てられたのみで公式には発売されなかった[164]が、中古市場で発見されている[164]。
- 11542 - MマウントズミクロンC40mmF2[164]。
- 11550 - ステマー33mmF3.5用レンズフード[81]。旧コードはOIEGO[81]。
- 11610 - Mマウントエルマー50mmF3.5[30]。旧コードはELMAM[30]。
- 11750 - Lマウントエルマー135mmF4[43]。
- 11766 - Lマウントテリート400mmF5[110]。ヴィゾフレックスI用[110]。旧コードはTLCOO[110]。
- 11776 - 1978年に発売された改良型RマウントズミルックスR50mmF1.4[143]。
- 11777 - RマウントズミルックスR50mmF1.4[125]、Rカム[126]。
- 11800 - MマウントテレエルマリートM90mmF2.8[131][32]。1964年5枚構成、クローム仕上げ、非回転鏡胴で発売され、1974年4枚構成、軽量化された新デザイン鏡胴になったが、コードは変更されなかった[32]。
- 11801 - 1969年発売のウェツラー製6群9枚版と、1972年発売のカナダ製6群8枚版のMマウントエルマリートM28mmF2.8[138]。
- 11803 - シュナイダー・クロイツナッハ製RマウントスーパーアンギュロンR21mmF3.4[137][165]。光学系が逆望遠でなくボディーへの装着にはミラーアップが必要で、一眼レフファインダーは使用できない[165]。
- 11804 - 11801の後継で1979年発売になった新設計6群8枚版[138]のMマウントエルマリートM28mmF2.8[131][138]。
- 11806 - 小型軽量に改良されたRマウントエルマリートR90mmF2.8[154]。
- 11807 - MマウントエルマリートM90mmF2.8、ブラック仕上げ[97]。
- 11808 - MマウントエルマリートM90mmF2.8、シルバー仕上げ[140]。
- 11809 - 11804の後継で1993年発売[138]になった逆望遠[138]7群8枚[138]版のMマウントエルマリートM28mmF2.8[138]。
- 11812 - RマウントPCスーパーアンギュロンR28mmF2.8[125][166]。
- 11813 - Rマウントスーパーアンギュロン21mmF4[125][165]。スーパーアンギュロンR21mmF3.411803ではミラーアップが必要であったが、逆望遠光学系により一眼レフファインダーで撮影できるようになった[165]。
- 11814 - MマウントズミルックスM75mmF1.4[44]。
- 11815 - MマウントズミルックスM75mmF1.4[131][44]。11814のフードを組み込み式にした改良型[44]。
- 11817 - MマウントズミクロンM50mmF2[103]。5群6枚[103]。
- 11818 - Mマウント固定鏡胴式ズミクロン50mmF2。旧コードはSOOIC-MS、SOSIC[103]。
- 11819 - 1979年[105][103]に11817の改良型として4群6枚[103]の新設計光学系[105][103]で発売されたMマウントズミクロンM50mmF2[105][103]。
- 11820 - MマウントノクティルックスM50mmF1[167]。
- 11821 - MマウントノクティルックスM50mmF1[131][167]。11821のフードを組み込み式とし、鏡胴を新型としたもの[167]。
- 11825 - MマウントズミクロンM50mmF2[103]。11819の改良型で光学系の変更はないがフードが引き出し式内蔵になった[103]
- 11829 - MマウントエルマリートM135mmF2.8[131][168]。
- 11850 - Mマウントエルマー135mmF4[43]。
- 11851 - MマウントテレエルマーM135mmF4[131][168]。
- 11853 - Rマウントテリート560mmF6.8[169]。
- 11860 - MマウントズミルックスM35mmF1.4、チタン仕上げ[163]。
- 11865 - RマウントテリートR560mmF6.8[156]。
- 11866 - 迅速撮影装置テレビットと組み合わせて使用するテリート400mmF5.6のレンズヘッド[170][171]。
- 11867 - 迅速撮影装置テレビットと組み合わせて使用するテリート560mmF5.6のレンズヘッド[170][171]。
- 11870 - MマウントズミルックスM35mmF1.4[131][163]。
- 11871 - MマウントズミルックスM35mmF1.4、ライカM3用眼鏡付き[163]。
- 11873 - MマウントズミルックスM35mmF1.4アスフェリカル初期型[172]。
- 11875 - 旧型RマウントズミルックスR50mmF1.4[143]。
- 11880 - RマウントズミルックスR85F1.4[173][148]。
- 11881 - RマウントズミルックスR85F1.4、Rカム[173][126]。
- 11902 - LマウントテリートV280mmF4.8[109]。ヴィゾフレックスI用[109][71][注釈 18]。重量は1490g[71]。
- 11912 - LマウントテリートV280mmF4.8[71]。ヴィゾフレックスI用[71]。11902を795gに軽量化した[71]。
- 11910 - Mマウントテレエルマリート180mmF2.8[84]。ヴィゾフレックスII、ヴィゾフレックスIII用[84]。
- 11914 - MマウントテリートV280mmF4.8[109][71]、ヴィゾフレックスII、ヴィゾフレックスIII用[109]。
- 11915 - RマウントテリートR350mmF4.8[125][162]。
- 11918 - MマウントDRズミクロン50mmF2、旧コードはSOMNI[103]。
- 11919 - RマウントエルマリートR180mmF2.8[174]。アタッチメントはシリーズVIII[174]。11923に改良された[174]。
- 11920 - 旧型RマウントテリートR250mmF4[175]。
- 11921 - RマウントテリートS800mmF6.3[125][153]。
- 11922 - RマウントエルマーR180mmF4[125][155]の、通常の黒色仕上げ[155]。
- 11923 - RマウントエルマリートR180mmF2.8[174][125]。11919が軽量化されアタッチメントがE67に変更された改良型[174]。
- 11924 - RマウントエルマーR180mmF4の、ライカR3サファリにマッチするカーキ色仕上げ[155]。
- 11925 - RマウントテリートR250mmF4[125]。11920の改良型[175]。
- 11926 - RマウントノボフレックステリートR400mmF6.8[176]。
- 11927 - RマウントノボフレックステリートR560mmF6.8[176]。
- 11930 - アンジェニュー製Rマウントアンジェニューズーム45-90mmF2.8[157]。
- 11953 - Rマウントテリート400mmF6.8[169]。
- 11960 - RマウントテリートR400mmF6.8[156]。
- 12002 - ブライトフレーム式外付け21mmファインダー[91][94]。旧コードはSBKOO[91][94]。
- 12007 - ブライトフレーム式外付け28mmファインダー[91][95]。金属製[138]。旧コードはSLOOZ[49][91][95]。
- 12008 - 21mmビューファインダー[131][82]。
- 12009 - 28mmビューファインダー[131][82]。
- 12010 - ブライトフレーム式[91]外付け35mmファインダー[91][95]。旧コードはSBLOO[91][95]。
- 12012 - ブライトフレーム外付け35mmファインダー[95]。12010の外装をプラスチック製としたもの[95]
- 12015 - ブライトフレーム式[91]外付け50mmファインダー[91][95]。旧コードはSBOOI[91][95]。
- 12017 - 28mmビューファインダー[138][95]。12007[95]の外装をプラスチック製[138]としたもの[95]。
- 12019 - 24mmビューファインダー[140]。
- 12020 - ブライトフレーム式[91]外付け85mmファインダー[91][95]。旧コードはSGOOD[91][95]。
- 12025 - ブライトフレーム式[91]外付け90mmファインダー[91][95]。旧コードはSGVOD[91][95]。
- 12030 - ブライトフレーム式[91]外付け135mmファインダー[91][95]。旧コードはSHOOC[91][95]。
- 12034 - ヴィゾフレックス用テリート200mm用[82]ファインダー[91][82]、m表示[82]。旧コードはSFTOO[82]。ft表示は12035[82]
- 12035 - ヴィゾフレックス用テリート200mm用[91][82]スポーツ[91]ファインダー[91][82]、ft表示[82]。旧コードはSFTOO[91][82]。m表示は12034[82]。
- 12036 - ヴィゾフレックス用テリート400mm用[82]ファインダー[82]、m表示[82]。旧コードはSQTOO[82]。ft表示は12037[82]。
- 12037 - ヴィゾフレックス用テリート400mm用[91]スポーツ[91]ファインダー[91]。旧コードはSQTOO[91]。m表示は12036[82]。
- 12040 - 50mm、90mmの枠に加え85mm、135mmのマスク[88]を持つ新型フレームファインダー[88]。1951年発売[88]。後期型では85mmのマスクが省略された[88]。50mm、90mmでの使用時はマスクを折り畳む[88]。クローム仕上げのみ[88]。旧コードはROSOL[88]。
- 12503 - ノクチルックス50mmF1.2用フード[38]。
- 12510 - エルマー50mm用の最初のフード[38]。旧コードはFISON[38]。
- 12519 - ノクチルックス50mmF1用フード[38]。
- 12520 - ズマリット50mmF1.5用フード[38]。旧コードはXOONS[38]。
- 12521 - ズミルックス50mmF1.4用フード[38]。旧コードはXOOIM[38]。12586に置換された[38]。
- 12538 - 製造番号が2915801以降のMマウントズミクロン50mmF2用フード[38]。
- 12580 - アタッチメントがφ39mmねじ込みのエルマー50mmF2.8、エルマー50mmF3.5用フード[38]。2つのボタンを押してレンズの溝にはめ、ボタンを離すことで装着される[38]。旧コードはITOOY[38]。
- 12586 - ズミルックス50mmF1.4用フード[38]。12521から置換された[38]。
- 13002 - カール・ツァイス製Mマウントホロゴン15mmF8用センターフィルター[94]。
- 13005 - φ46mmネジ込みUVaフィルター[140]。
- 13077 - ズミタール50mmF2用Lタイプのフィルターを42mmOタイプのレンズに使用するフィルターアダプター[13]。旧コードはSOOEY[13]。
- 13078 - ズミクロン50mmF2用42mmOタイプのフィルターをLタイプのレンズに使用するフィルターアダプター[13]。旧コードはSNHOO[13]。
- 13079 - ズミタール50mmF2用Lタイプのフィルターを36mmHタイプのレンズに使用するフィルターアダプター[13]。旧コードはSOOTF[13]。
- 13132 - φ39mmネジ込みUVaフィルター[140]。
- 13154 - ズミクロン50mmF2用42mmOタイプのフィルターを36mmHタイプのレンズに使用するフィルターアダプター[13]。旧コードはSOOGZ[13]。
- 13374 - φ55mmネジ込みUVaフィルター[140]。
- 14000 - 電気式ライカモーター[177]。改造されたライカM2、ライカM2-M、ライカM4MOT用[177]。
- 14020 - Lマウントのテリート200mm[71][72]、テリート280mmF4.8[71]用の15mm[72]接写リング[72][71]。旧コードはMOOSP[71]。
- 14023 - テリートをLマウントカメラに接続するチューブ[82]。大ネジの三脚穴があるタイプは14039[82]。旧コードはTZFOO[82]。
- 14024 - テリートをMマウントカメラに接続するチューブ[82]。大ネジの三脚穴があるタイプは14043[82]。旧コードはTXBOO[82]。
- 14033 - 12586用フードカバー[38]。
- 14039 - テリートをLマウントカメラに接続するチューブ[82]、大ネジの三脚穴がある。通常型は14023[82]。旧コードはTZFOO[82]。
- 14042 - Mマウントスーパーアンギュロン21mm、エルマリート21mm用レンズリアキャップ[37]。旧コードはIROOW[37]。
- 14043 - テリートをMマウントカメラに接続するチューブ[82]、大ネジの三脚穴がある。通常型は14024[82]。旧コードはTXBOO[82]。
- 14050 - Lマウントレンズリアキャップ[37]。旧コードはORYFO[37]。
- 14051 - Mマウントレンズリアキャップ[37]。旧コードはIZQOO[37]。
- 14053 - ヘクトール125mm用リアカバー[37]。旧コードはHGOOI[37]。
- 14055 - Lマウントボディーキャップ[37]。旧コードはORTVO[37]。
- 14056 - Mマウントボディーキャップ[37]。旧コードはIVZOO[37]。
- 14074 - Mマウントエルマー65mmF3.5用レンズリアキャップ[37]。
- 14067 - ケーブルレリーズ25cm[125]。
- 14076 - ケーブルレリーズ50cm[131]。
- 14077 - ライカフレックスSL-MOT、ライカフレックスSL2-MOT用モータードライブ、ライカフレックスモーター[178]。
- 14087 - ミラーアップレリーズ[140]。
- 14100 - 卓上三脚[125]。
- 14110 - 大型自由雲台[131][125]。
- 14111 - フォコラピッド。ヴィゾフレックスII、ヴィゾフレックスIII用迅速合焦装置[179]。
- 14112 - フォコラピッドにテリート280mmレンズヘッドを装着するためのアダプター[179]。
- 14113 - フォコラピッドにテリート200mmF4.5レンズヘッドを装着するためのアダプター[179]。
- 14116 - ヴィゾフレックスII、ヴィゾフレックスIII用フィルターターレット[179]。
- 14117 - シリーズVIフィルター用アダプターリング[179]。
- 14130 - 重量物用幅広ストラップ[171]。
- 14136 - 迅速撮影装置テレビット本体[170][179][171]。ヴィゾフレックスII、ヴィゾフレックスIII用[179]。
- 14137 - 迅速撮影装置テレビットのプリセット[179]絞りユニット[170][179]。
- 14138 - 迅速撮影装置テレビットのバヨネットマウントに、テリート280mmF4.8、テリート400mmF5のレンズヘッドを取り付けるアダプター[171][179]。
- 14146 - RマウントテリートR400mmF6.8、RマウントテリートR560mmF5.6、テレビット、ショルダーストックつき[156]。
- 14147 - 14077用バッテリーハウジング[178]。
- 14150 - テリート400mmF5.6、テリート560mmF5.6用レンズリアキャップ[37]。
- 14175 - 14077用リモート電源コード[180]。
- 14176 - 14077用リモートコントローラー用ケーブル、8ft、押しボタン式[180]。
- 14177 - 14077用リモートコントローラー用ケーブル、組み込みカウンター付き[180]。
- 14178 - 14077用リモートコントローラー用ケーブル、85ft[180]。
- 14179 - 14077用リモートコントローラー用ケーブル、17ft[178]。
- 14180 - 14177と無線レリーズを接続するツインケーブル[180]。
- 14186 - ライカフレックスSL、ライカフレックスSL2用90度アングルファインダー[178]、フォーカシングアイピースなし[178]。フォーカシングアイピース付きのモデルは14286。
- 14195 - Mマウントボディーキャップ、プラスチック樹脂製[37]。
- 14198 - マクロエルマリートR60mmF2.8用の等倍アダプター[143]。
- 14208 - ライカR用モーターワインダーR[125][180]。電気接点付きのハンドグリップR、14308が付属する。
- 14214 - 電気式ライカワインダーM4-2[181]。ライカM4-2、ライカMD2用[181]。
- 14215 - ライカR用アイカップ[125]。
- 14216 - ライカR用データバックDB-2[125]。
- 14227 - ライカワインダーM4-2用バッテリーハウジング[181]。
- 14228 - ワインダー用リストストラップ[181]。
- 14229 - バッテリー延長コード[181]。
- 14234 - 望遠鏡アイピースR用[182]。ライカRマウントレンズに装着し望遠鏡として使用するアクセサリー[182]。倍率は50mmレンズに装着した場合4倍、800mmでは64倍[182]。
- 14237 - モーターワインダーR、モータードライブR用スイッチングレリーズ0.3m[125]。
- 14238 - モーターワインダーR、モータードライブR用スイッチングレリーズ5m[125]。
- 14239 - ユニバーサルハンドグリップ[125]。
- 14240から14249 - ライカR用視度調整レンズ[125][183]。ライカフレックスSL2、ライカフレックスSL2-MOT、ライカR3、ライカR3-MOT、ライカR4用[183]。
- 14253 - 滑り止め付きキャリングストラップ[131]。
- 14256 - マクロアダプターR[143]。
- 14262 - マクロエルマーR100mmF4用アダプター[145]。
- 14270 - ライカR3-MOT用モーターワインダーR3[180]。
- 14272 - リモートレリーズ用押しボタン、5m[180]。
- 14274 - 14238用スイッチングレリーズ延長コード25m[125][180]。
- 14275 - ユニバーサルハンドグリップやリモートレリーズ用押しボタン[180]。延長ケーブルと併用する[180]。
- 14277 - モーターワインダーR、モータードライブR用リモートコントロールユニット[125][180]。
- 14278 - リモコン機材用保温バッテリーケースホルダー[180]。
- 14279 - モーターワインダーR用保温バッテリーケースホルダー[125][180]。
- 14280 - モーターワインダーR3用バッテリーハウジング[180]。
- 14282 - ライカR4用モーターワインダーR[180]。
- 14285 - Mマウント50mmF2.8用フロントレンズキャップ[140]。
- 14286 - ライカフレックスSL、ライカフレックスSL2用90度アングルファインダー[178]、フォーカシングアイピース付き[178]。フォーカシングアイピースなしのモデルは14186。
- 14287 - ライカR3用90度アングルファインダー[178]、フォーカシングアイピースなし[178]。フォーカシングアイピース付きのモデルは14288。
- 14288 - ライカR3用90度アングルファインダー[178]、フォーカシングアイピース付き[178]。フォーカシングアイピースなしのモデルは14287。
- 14293 - 14279用5m延長コード[125]。
- 14300 - ライカR用[125][178]等倍2倍切り替え式[125]90度[125]アングルファインダー[125][178]。14328に似ているがファインダーアイピースに取り付ける[178]。
- 14303 - ライカR用ユニバーサルスクリーン。
- 14303 - ライカRシリーズ用交換スクリーン[125][183]。カメラに付属するスタンダードなユニバーサル型[183]。
- 14304 - ライカRシリーズ用交換スクリーン[125][183]。シンプルなグランドグラス型[125][183]。
- 14305 - ライカRシリーズ用交換スクリーン[125][183]。マイクロプリズム型[125][183]。
- 14306 - ライカRシリーズ用交換スクリーン[125][183]。方眼マット型[125][183]。
- 14307 - ライカRシリーズ用交換スクリーン[125][183]。十字線付きクリアグラススクリーン型[125][183]。
- 14308 - モーターワインダーR、モータードライブR用ハンドグリップR[125]。
- 14310 - ライカR用モータードライブR[125]。
- 14317 - ライカR7用ハンドグリップ[125]。
- 14323 - モータードライブR用保温バッテリーケースホルダー[125]。
- 14325 - 14323用5m延長コード[125]。
- 14328 - ライカR4、ライカフレックスSL用[178]。全視野での等倍、中心部観察用の2倍を切り替え可能になったアングルファインダー[178]。視度調整は-6ディオプターから+4ディオプター[178]。
- 14329 - ライカR3用[178]。全視野での等倍、中心部観察用の2倍を切り替え可能になったアングルファインダー[178]。視度調整は-6ディオプターから+4ディオプター[178]。
- 14330から14339 - ライカR用視度調整レンズ[125][183]。1987年以後のRシリーズに固定可能なタイプ[183]。
- 14343 - ライカR8用標準スクリーン[140]。
- 14344 - ライカR8用グランドグラススクリーン[140]。
- 14345 - ライカR8用マイクロプリズムスクリーン[140]。
- 14346 - ライカR8用方眼入りグランドグラススクリーン[140]。
- 14347 - ライカR8用クリアガラススクリーン[140]。
- 14350 - ライカM型用視度調整レンズ、1987年に改良されてゴム枠が付いたタイプ[28]。+0.5ディオプター[131][28]。
- 14351 - ライカM型用視度調整レンズ、1987年に改良されてゴム枠が付いたタイプ[28]。+1.0ディオプター[131][28]。
- 14352 - ライカM型用視度調整レンズ、1987年に改良されてゴム枠が付いたタイプ[28]。+1.5ディオプター[131][28]。
- 14353 - ライカM型用視度調整レンズ、1987年に改良されてゴム枠が付いたタイプ[28]。+2.0ディオプター[131][28]。
- 14354 - ライカM型用視度調整レンズ、1987年に改良されてゴム枠が付いたタイプ[28]。+3.0ディオプター[131][28]。
- 14355 - ライカM型用視度調整レンズ、1987年に改良されてゴム枠が付いたタイプ[28]。-0.5ディオプター[131][28]。
- 14356 - ライカM型用視度調整レンズ、1987年に改良されてゴム枠が付いたタイプ[28]。-1.0ディオプター[131][28]。
- 14357 - ライカM型用視度調整レンズ、1987年に改良されてゴム枠が付いたタイプ[28]。-1.5ディオプター[131][28]。
- 14358 - ライカM型用視度調整レンズ、1987年に改良されてゴム枠が付いたタイプ[28]。-2.0ディオプター[131][28]。
- 14359 - ライカM型用視度調整レンズ、1987年に改良されてゴム枠が付いたタイプ[28]。-3.0ディオプター[131][28]。
- 14360 - ライカM型用視度調整レンズ、1987年以前のタイプ[28]。+0.5ディオプター[28]。
- 14361 - ライカM型用視度調整レンズ、1987年以前のタイプ[28]。+1.0ディオプター[28]。
- 14362 - ライカM型用視度調整レンズ、1987年以前のタイプ[28]。+1.5ディオプター[28]。
- 14363 - ライカM型用視度調整レンズ、1987年以前のタイプ[28]。+2.0ディオプター[28]。
- 14364 - ライカM型用視度調整レンズ、1987年以前のタイプ[28]。+3.0ディオプター[28]。
- 14365 - ライカM型用視度調整レンズ、1987年以前のタイプ[28]。-0.5ディオプター[28]。
- 14366 - ライカM型用視度調整レンズ、1987年以前のタイプ[28]。-1.0ディオプター[28]。
- 14367 - ライカM型用視度調整レンズ、1987年以前のタイプ[28]。-1.5ディオプター[28]。
- 14368 - ライカM型用視度調整レンズ、1987年以前のタイプ[28]。-2.0ディオプター[28]。
- 14369 - ライカM型用視度調整レンズ、1987年以前のタイプ[28]。-3.0ディオプター[28]。
- 14400 - 14214を連続撮影可能にした改良型ライカワインダーM4-2[181]。ライカM4-2、ライカMD-2用[181]。
- 14402 - ライカワインダーM用バッテリーケース[131][181]。
- 14403 - ライカワインダーM[131][181]。ライカM4-2、ライカMD-2、ライカM4-P、ライカM6用[181]。
- 14404 - ライカM型の底蓋に装着してスペアレンズを携帯するレンズキャリアM[37]。
- 14405 - ハンドグリップM[140]。
- 14505 - 焦点距離50mmまでのレンズを装着したライカM6用速写ケース[131]。
- 14510 - 速写ケースR。フィンガーレスト付き[125]。
- 14515 - 速写ケースR。フィンガーレストとロングノーズ付き。革製[125]。
- 14517 - 速写ケースR7。ロングノーズ付き[125]。
- 14518 - 速写ケースR7[125]。
- 14519 - 速写ケースR8[140]。
- 14520 - 速写ケースR。バリオエルマー28-70mm装着用[125]。
- 14827 - ライカM6、交換レンズ4本、アクセサリー用ユニバーサルケース[131]。
- 14830 - レポーターケース[125]。
- 14843 - コンビネーションケースR7[125]。
- 14840 - ライカM6、交換レンズ2本、アクセサリー用コンビネーションケース[131]。
- 14844 - コンビネーションケースR7。モーターワインダーR、モータードライブR装着用[125]。
- 14846 - ユニバーサルケース[125]。
- 14850 - ユニバーサルケース小ブラック[140]。
- 14851 - ユニバーサルケース小オリーブ[140]。
- 14852 - アウトドア用コンビネーションケース大[140]。
- 14853 - アウトドア用コンビネーションケース小[140]。
- 15526 - シンクロ接点カバー[131]。
- 16462 - ヴィゾフレックスII、ヴィゾフレックスIIIにズミクロン90mmF2、エルマリート135mmF2.8のレンズヘッドを使用するためのヘリコイドリング[184][185]。
- 16464 - ヴィゾフレックスII、ヴィゾフレックスIIIにエルマー65mmF3.5、エルマリート90mmF2.8[32]、エルマー135mmF4、テレエルマー135mmF4、ヘクトール135mmF4.5のレンズヘッドを使用するためのヘリコイドリング[184][186]。
- 16466 - ヴィゾフレックスI用レンズをヴィゾフレックスIIに使用するためのアダプターリング[71]。旧コードはOUBIO。
- 16467N - ヴィゾフレックスI、ヴィゾフレックスIIにエルマー90mmF4のレンズヘッドを使用するためのヘリコイドリング[184]。
- 16472K - ヘクトール135mmF4.5、エルマー135mmF4をヴィゾフレックスに使用する時、ヘリコイドとレンズヘッドの間に入れる中間リング[184]。
- 16497 - ヴィゾフレックスIII[179]。ルーペなし[179]。16497+16499=16498[179]。
- 16498 - ヴィゾフレックスIII[179]。90度プリズムルーペつき[179]。16497+16499=16498[179]。
- 16499 - ヴィゾフレックスIII用90度プリズムルーペ[179]。16497+16499=16498[179]。
- 16620 - エルマー50mm用のフードと絞り設定リングのセット[38]。φ36mm[38]。フィルターはフード前面に装着する[38]。旧コードはVALOO。
- 16718 - レプロビットR[125]。複写装置[125]。
- 18040 - チタン仕様のライカミニルックスカメラ、トリノビット8×20BC双眼鏡がブラックナッパレザーケースにセットされたチタン・トラベルキット[140]。
- 18526 - ライカミニルックス用データバックブラック[140]。
- 22228 - RマウントスーパーアンギュロンR21mmF3.4をMマウントに変換するアダプター[165]。
- 37331 - プロジェクター用モニター[140]。
- 37337 - プロジェクター用レーザーポインター[140]。
- 37508 - PCエルマリートP60mmF2.8[140]。プラドビットP2002、プラドビットP2000、プラドビットカラー、CA2502用投影レンズ[140]。
- 37509 - PCエルマリートP90mmF2.8[140]。プラドビットP2002、プラドビットP2000、プラドビットカラー、CA2502用投影レンズ[140]。
- 37512 - カラープランP2 90mmF2.5[140]。P150プロジェクター用レンズ[140]。
- 37513 - カラープランP2 90mmF2.5CF[140]。P150プロジェクター用レンズ[140]。
- 40339 - トリノビット8×20BCA双眼鏡[140]。
- 40440 - トリノビット10×25BCA双眼鏡[140]。
- 42340 - 三脚ネジアダプター[140]。
- 98000 - Rマウントアンジェニュー45-90mmF2.8[187]。アンジェニュー製[187]。
- 98001 - 98000用クローズアップレンズ[187]。
- 98315 - RマウントズミルックスR50mmF1.4、11776のサファリカラー[143]。